# مزرعه سواره (ورزقان)
مزرعه‌سواره یکی از روستاهای استان آذربایجان شرقی است که در دهستان سینا بخش مرکزی شهرستان ورزقان واقع شده‌است.